# Линч (Кентаки)
Линч (енгл. Lynch) град је у америчкој савезној држави Кентаки.

## Демографија
По попису из 2010. године број становника је 747, што је 153 (-17,0%) становника мање него 2000. године.
| Група             | 2000.       | 2010.       |
| Белци             | 659 (73,2%) | 580 (77,6%) |
| Афроамериканци    | 224 (24,9%) | 156 (20,9%) |
| Азијати           | 0 (0,0%)    | 2 (0,3%)    |
| Хиспаноамериканци | 3 (0,3%)    | 6 (0,8%)    |
| Укупно            | 900         | 747         |